# Mavrovsko jezero
Mavrovsko jezero (makedonsko Мавровско Езеро – Mavrovsko Ezero; albansko Liqen/-i i Mavrovës) je akumulacija v zahodni Severni Makedoniji, ki je bila zgrajena sredi 20. stoletja. Spada v občino Mavrovo i Rostuša in je sredi narodnega parka Mavrovo v dolini Mavrovo. Okoliške gore segajo do 2000 metrov nad morjem in delno pripadajo masivu Šar planina (sever) in delno masivu Bistre (jug). Z vodno površino 13,7 km² je Mavrovo jezero eno večjih jezer v državi. Na najgloblji točki je globoko 48 metrov.
Mavrovi Anovi, Leunovo, Nikiforovo in Mavrovo so med obalnimi mesti jezera. V teh vaseh živi okoli 340 stalnih prebivalcev.

## Vtok in iztok
Jez pri Mavrovih Anovih zajezi Mavrovsko Reko na približno 1230 m nadmorske višine in se po približno 10 kilometrih izlije v Radiko. Ta pa teče naprej v Debarsko jezero. Drugi večji pritoki Mavrovskega jezera so Leunska reka, Petilepska reka in Kakačka reka (imenovane od severa proti jugu). 

## Zgodovina
Z zajezitvijo Mavrovske reke se je velika Mavrovska dolina napolnila z vodo in tako je nastalo Mavrovsko jezero, ki je dolgo 10 kilometrov in široko 3 kilometre. Leta 1957 je bila v Vrutoku, severovzhodno od jezera pri Gostivarju, zgrajena hidroelektrarna, ki deluje preko pet kilometrov dolgega kanala z jezerom, ki je približno 600 metrov višje. Leta 1959 sta bili dodani še elektrarni v Raven - severno od Vrutoka - in v Vrbenu - blizu jezu. Vse tri imajo proizvodno zmogljivost 390 milijonov kilovatnih ur na leto. 

## Turizem
Mavrovsko jezero je skupaj z okoliškimi gorskimi regijami priljubljeno počitniško območje. Poleti prihajajo kopalni in pohodniški turisti; pozimi ljubitelji snežnih športov na smučišču Zare Lazarevski nad vasjo Mavrovo.